# Pierre Van Fleteren
Pierre Jean Van Fleteren (Gent, 5 augustus 1871 - Sint-Gillis, 12 juli 1938) was een Belgisch senator.

## Levensloop
Van Fleteren was boekhandelaar-uitgever.
Hij werd socialistisch senator:
- in november 1919 voor het arrondissement Brussel, een verkiezing die ongeldig werd verklaard;
- in 1921 voor het arrondissement Dendermonde-Sint-Niklaas, een mandaat dat hij vervulde tot aan zijn dood.